# Puerto de Oli
El puerto de Oli (en catalán: Coll d'Oli) es un puerto de montaña que se sitúa dentro de la pequeña región volcánica de Vilancos. Se sitúa entre los municipios de Sarroca de Bellera y La Torre de Cabdella, en la provincia de Lérida (Cataluña, España).
El pequeño collado se sitúa entre los pueblos de Castellvell de Bellera y Guiró. Este collado está sobre los restos de una fisura y dos volcanes que se formaron a partir de ella; que se formó a partir de la orogenia hercínica, normal, en la edad carbonífero. Sus coordenadas son estas: 42.384217° 0.890455°